# Piero Del Papa
Piero Del Papa (2 de mayo de 1938 – 27 de octubre de 2018) fue un boxeador de nacionalidad italiana.

## Biografía
Su nombre completo era Pierluigi Del Papa, y nació en Pisa, Italia. En 1960 conquistó el campeonato italiano aficionado, y fue llamado por Steve Klaus para participar en Juegos Olímpicos de Roma 1960. Profesional ese mismo año, en 1962 fue campeón de Italia de peso mediopesado, que conservó hasta 1964. En 1966 conquistó también el título europeo de su categoría, venciendo en Roma a Giulio Rinaldi. Mantuvo el título continental hasta 1967, reconquistándolo en 1970 y perdiéndolo en 1971.
También en 1971, se midió en Caracas con el campeón mundial Vicente Rondón con el título en juego, pero perdió por KO en el primer asalto. A finales de los años 1980 fundó una escuela pugilística en los subterráneos del palacio de los deportes de Pisa.
Famoso gracias a su carrera deportiva, amplió su público gracias a la interpretación de papeles de una cierta importancia en varios filmes, entre ellos dos dirigidos por Michele Lupo con Bud Spencer como protagonista: Lo chiamavano Bulldozer (1978) y Bomber (1982).
Piero Del Papa falleció en el año 2018 en Pisa.

## Filmografía
- 1968 : O tutto o niente, de Guido Zurli
- 1969 : Sedia elettrica, de Demofilo Fidani
- 1978 : Lo chiamavano Bulldozer, de Michele Lupo
- 1979 : Caro papà, de Dino Risi
- 1980 : L'insegnante al mare con tutta la classe, de Michele Massimo Tarantini
- 1982 : Bomber, de Michele Lupo
- 1984 : Dagobert, de Dino Risi
- 1989 : Quattro storie di donne (miniserie TV), 1 episodio